# Waischenfeld
Waischenfeld è un comune tedesco di 3 198 abitanti, situato nel land della Baviera.